# Portage (Indiana)
Portage es una ciudad ubicada en el condado de Porter en el estado estadounidense de Indiana. En el Censo de 2010 tenía una población de 36.828 habitantes y una densidad poblacional de 514,97 personas por km².

## Geografía
Portage se encuentra ubicada en las coordenadas 41°35′30″N 87°10′44″O / 41.59167, -87.17889. Según la Oficina del Censo de los Estados Unidos, Portage tiene una superficie total de 71.51 km², de la cual 66.38 km² corresponden a tierra firme y (7.19%) 5.14 km² es agua.

## Demografía
Según el censo de 2010, había 36.828 personas residiendo en Portage. La densidad de población era de 514,97 hab./km². De los 36.828 habitantes, Portage estaba compuesto por el 83.6% blancos, el 7.28% eran afroamericanos, el 0.44% eran amerindios, el 0.92% eran asiáticos, el 0.02% eran isleños del Pacífico, el 5.16% eran de otras razas y el 2.58% pertenecían a dos o más razas. Del total de la población el 16.41% eran hispanos o latinos de cualquier raza.